# پی سنگتراش
پی سنگتراش یک ستاره است که در صورت فلکی سنگتراش قرار دارد.